# 28 let pozneje: Tempelj kosti
28 Years Later: The Bone Temple (slovensko 28 let pozneje: Tempelj kosti) je postapokaliptična grozljivka, ki ga je režirala Nia DaCosta, scenarij pa je napisal Alex Garland. Posnet je bil kot zaporedna produkcija s predhodnikom 28 let pozneje (2025) in je skupno četrti del 28 dni pozneje filmske serije (28 dni pozneje, 28 tednov pozneje in 28 let pozneje). V filmu igrajo Alfie Williams , Aaron Taylor-Johnson, Jack O'Connell, Ralph Fiennes in Cillian Murphy.
Producent filma je Danny Boyle.